# Pteraclis velifera
Pteraclis velifera és una espècie de peix de la família dels bràmids i de l'ordre dels perciformes.

## Morfologia
Els mascles poden assolir els 50 cm de longitud total.

## Distribució geogràfica
Es troba des de Sud-àfrica fins a Austràlia i Nova Zelanda.